# Friedrich Wilhelm von Varenne
Friedrich Wilhelm Marquis von Varenne (* 1698 in Berlin; † 11. November 1744 in Prag) war ein preußischer Oberst, Chef des Infanterieregiments „von Varenne“ und Kanonikus in Halberstadt.

## Leben
Seine Eltern waren der preußische Generalleutnant Jacques L’Aumonier, Marquis von Varenne und dessen Ehefrau Maria Isabelle, geborene von Vehlen. In seiner militärischen Laufbahn erlaubte ihm bereits am 5. September 1705 König Friedrich I., in das Regiment seines Vaters einzutreten, wo er eine Kompanie übernahm. Am 3. September 1716 wurde er Hauptmann, am 7. März 1729 Major und am 12. Mai 1739 Oberstleutnant. In dieser Eigenschaft erhielt er als Erster unter Friedrich II. im Juni 1740 den Orden Pour le Mérite. 1741 wurde er als Oberst zum Kommandeur des Infanterieregiments „von Kleist“ ernannt. Im Februar 1743 wurde er Chef des Infanterieregiments „von Dossow“.
Er kämpfte im Ersten Schlesischen Krieg und Zweiten Schlesischen Krieg (1744–1745), besonders im Gefecht bei Lesch konnte er sich dabei auszeichnen, bevor er im November 1744 in Prag starb.

## Familie
Er war mit Sabine Luise von Rochow-Plessow (1699–1756), Tochter Sophie Catharina von Arnim-Guternberg und des Hans Wilhelm I. von Rochow auf Gut Plessow, Landrat des Zaucheschen Kreises, verheiratet. Das Paar hatte mehrere Kinder darunter:
- Albrecht Friedrich († 1757) Flügeladjutant des Königs;
- Louise Wilhelmine (1725–1757)[2] ⚭ 13. Juni 1743 (geschieden 27. Juni 1746) Friedrich Wilhelm von Posadowsky (1721–1781), preußischer Hofmarschall.[3]